# Agapetus ulmeri
Agapetus ulmeri là một loài Trichoptera trong họ Glossosomatidae. Chúng phân bố ở miền Australasia.